# Szarafiowa Siklawa
Szarafiowa Siklawa, Szarafiowe Wodospady (słow. Šarafiový vodopád) – wodospad w orograficznie prawych zboczach Doliny Żarskiej w słowackich Tatrach Zachodnich. Znajduje się na Szarafiowym Potoku spływającym dnem Szarafiowego Żlebu. Ma kilka kaskad. Pod najniższą prowadzi szlak turystyczny od Schroniska Żarskiego na Banówkę. Normalnie Szarafiowy Potok jest niewielkim potoczkiem, Szarafiowe Wodospady wyglądają szczególnie efektownie po większych opadach deszczu.

## Szlaki turystyczne
– zielony szlak od Schroniska Żarskiego obok Symbolicznego Cmentarza Ofiar Tatr Zachodnich, przez Szarafiowy Żleb i Jałowiecką Przełęcz na Banówkę. Czas przejścia: 3 h, ↓ 2 h